# Samland
Samland (russisk: Земландский полуостров, tr. Zemlandsky poluostrov; dansk: ~ Zemlandsky halvøen) er en halvø i Kaliningrad Oblast i Rusland, på den sydøstlige kyst af Østersøen. Før 1945 var Samland en vigtig del af Østpreussen.

## Navn
Samland er opkaldt efter samberne, en uddød gammelpreussisk folkestamme. Samland er navnet på halvøen på de germanske sprog. På litauisk hedder halvøen Semba, mens den på polsk og latin kaldes Sambia.

## Geografi
Halvøen er afgrænset af den Kuriske lagune (mod nordøst), Wisłalagunen (mod sydvest), floden Pregolja (mod syd) og floden Dejma (mod øst). Eftersom Samland er omgivet af vand på alle sider, er det teknisk set en ø.

## Historie
Under 2. verdenskrig blev store tyske troppestyrker i slutningen af januar 1945 trængt tilbage til halvøen Samland. Kampene sluttede først, da sovjetiske styrker i slutningen af april 1945 dels nedkæmpede tyskerne, dels trængte dem tilbage til landtangen Frische Nehrung.
54°50′N 20°17′Ø / 54.83°N 20.28°Ø